# Coryphospingus cucullatus
El soldadito crestirrojo (Coryphospingus cucullatus), también conocido como brasita de fuego (en Bolivia, Paraguay, Argentina y Uruguay), brasita de fuego rojo (en Ecuador, pinzón de cresta roja (en Perú) o granero brasita de fuego, es una especie de ave paseriforme de la familia Thraupidae, una de las dos pertenecientes al  género Coryphospingus. Es nativa de América del Sur. 

## Distribución geográfica y hábitat
Se distribuye de forma disjunta en el norte del continente en Guyana (registros antiguos en Surinam y accidentales en Guayana Francesa) y norte de Brasil (Pará), en Ecuador y Perú, y en una gran área que abarca desde el sureste de Brasil hasta el oeste de Bolivia, hacia el sur por Paraguay, hasta el centro este y centro oeste de Argentina y Uruguay. Además, cuenta con algunos registros en Chile.[cita requerida]
Esta especie es considerada común (especialmente en la región chaqueña) en sus hábitats naturales: los arbustales y bosques bajos, y áreas cultivadas, principalmente por debajo de los 1500 m de altitud, pero llegando hasta los 2000 m en Cuzco, Perú.

## Descripción
El macho mide alrededor de 13 a 14 cm de longitud. El plumaje de sus partes superiores es pardo grisáceo, con alas pardas y la cola negruzca. Se caracteriza por su llamativo copete eréctil de color rojo intenso en el centro con dos bandas negruzcas enmarcándolo. Su pecho y vientre son rojos, y el rostro de tonos castaños rojizos. Posee anillo periocular blanco. El pico es cónico.
La hembra tiene la cabeza, el dorso y las alas de color pardo. No posee copete. El obispillo es rojizo, el vientre rosado oscuro y la cola negruzca.

## Comportamiento
Suele encontrárselo solo o agrupado. Es de carácter nervioso, asustadizo e inquieto. Se aparea entre septiembre y febrero, y no es muy territorial en época de reproducción, por lo que no tiene problemas de agruparse con tres o cuatro parejas sin haber conflictos. En ocasiones se han divisado tres nidos de soldaditos en el mismo árbol.

### Alimentación
Se alimenta de semillas e insectos que caza en vuelo o en el suelo. Anida en árboles o arbustos entre dos y cinco m de altura.

### Nidificación
La construcción del nido la suelen llevar a cabo ambos padres, con fibras vegetales entrelazadas, líquenes, nervaduras de hojas y telas de araña. El nido es de tipo taza de alambre, de 55 mm de diámetro x 35 mm de profundidad, recubierto con tela, el cual posee trozos de pasto seco, tiras de 3 a 5 cm de tela, raíces finas y largas, hojas secas, algo de algodón en trocitos, etc.
Recubren el interior del nido con hojas y fibras finas o con cualquier tipo de material suave, tipo taza, atado con ramas o tallos de enredaderas.

### Reproducción
La hembra realiza de dos a tres puestas por temporada, poniendo de tres a cinco huevos en cada una, siendo los huevos de color blanco, los cuales incuba durante trece o catorce días. Los pichones salen del nido alrededor de los treinta y cinco días, son alimentados por ambos padres con semillas, gusanos, abejas, mariposas y todo tipo de insectos.
El período de reproducción es de primavera a verano.

### Vocalización
El canto es una frase simple repetida de tres a seis veces, usualmente con una nota corta inicial y final, por ejemplo «cheuit, wit-chewit, wit-chewit, wit-chewit...».

## Estado de conservación
No incluida por CITES. Tarjeta verde: normal y estable, en equilibrio con su medio.[cita requerida]
Las capturas con fines comerciales no son masivas, debido a que no es un pájaro muy cantor, sino vistoso. Se adapta bien a la degradación de los bosques.[cita requerida]

## Sistemática

### Descripción original
La especie C. cucullatus fue descrita por primera vez por el naturalista alemán Philipp Ludwig Statius Müller en 1776 bajo el nombre científico Fringilla cucullata; su localidad tipo es: «Cayena, Guayana Francesa».

### Etimología
El nombre genérico masculino Coryphospingus se compone de las palabras del griego «koruphē»: corona de la cabeza, y «σπιγγος spingos» que es el nombre común del ‘pinzón vulgar’; y el nombre de la especie «cucullatus» del latín moderno que significa ‘encapuchado’.

### Taxonomía
Los amplios estudios filogenéticos recientes de Burns et al. (2014) confirman que la presente especie es hermana de Coryphospingus pileatus. Algunos autores en el pasado la colocaron en un género Lanio.

### Subespecies
Según las clasificaciones del Congreso Ornitológico Internacional (IOC) y Clements Checklist/eBird v.2019 se reconocen tres subespecies, con su correspondiente distribución geográfica:
- Coryphospingus cucullatus cucullatus (Statius Müller), 1776 – Las Guayanas y noreste de Brasil (Pará).
- Coryphospingus cucullatus rubescens (Swainson), 1825 – este de Paraguay hasta el centro y sur de Brasil, Uruguay y noreste de Argentina.
- Coryphospingus cucullatus fargoi Brodkorb, 1938 – valle del Marañón y extremo sureste de Ecuador (sur de Zamora Chinchipe) y norte de Perú (Cajamarca y Amazonas) y valle del Urubamba en el centro sur de Perú (Cuzco); y desde el note de Bolivia (La Paz) hacia el sur por el oeste de Paraguay y Argentina (al sur hasta San Luis, La Pampa, y  norte de Buenos Aires).